# 威氏尖鞘叩甲
威氏尖鞘叩甲（学名：Oxynopterus weigeli），叩甲科（叩头虫科）尖鞘叩甲属的一种，分布于中国云南省南部及老挝、泰国等地，模式产地为中国云南景洪市。
之前曾在中国云南西双版纳州记录的大尖鞘叩甲（Oxynopterus annamensis）分布，现在被认为是本种的误订。
本种2023年被收录入中国《有重要生态、科学、社会价值的陆生野生动物名录》。